# 桑迪亞加·烏諾
桑迪亞加·烏諾（1969年6月28日—），印度尼西亞企業家、投資家、政治人物，穆斯林。他早年曾經在美國留學，然後在1990年代末創業，成為一位青年企業家。2015年棄商從政之後，先於2017年和原教育及文化部部長阿尼斯·巴斯威丹搭檔，在雅加达省长选举中擊敗尋求連任的鍾萬學組合，當選雅加達首都特區副省長，然後在2018年成為反對派領袖、大印尼運動黨黨魁普拉博沃·蘇比延多在2019年總統選舉中的競選搭檔，但是落選。之後他在2020年至2024年期間擔任旅遊與創意經濟部部長。

## 生平

### 早年生涯
桑迪亞加在1969年6月28日生於印尼廖內省北干峇魯市侖柏鎮（Rumpai），是家中的次子，父親拉齊夫·哈利克·烏諾出身哥倫打洛貴族，是石油公司加德士的僱員，母親敏·烏諾是社會名流，此外還有一位兄長。1970年代父親離開加德士之後，他隨家人遷往雅加達定居，並於當地完成中小學課程。
中學畢業後，桑迪亞加獲得雪佛龍獎學金，到美國堪薩斯州卫奇塔州立大学升學，至1990年以最優等的成績考獲工商管理學士學位。回到印尼後，他在蘇瑪銀行（Bank Summa）找到第一份工作，還接受了自己母親的朋友、銀行東主的父親、企業家謝建隆的個人指導。後來他再次以雪佛龍獎學金（一說是謝建隆的贊助）前往美國喬治·華盛頓大學進修，至1992年考獲工商管理碩士學位。再次返國後，他先後擔任新加坡海裕亞洲投資有限公司（Seapower Asia Investment）投資經理（1993年）、MP集團股份公司投資經理（1994年）和加拿大NTI資源執行副主席（1995年）。1997年亞洲金融風暴爆發之後，NTI資源宣告破產，桑迪亞加也失去了職位。

### 創業生涯
失業期間，桑迪亞加意識到，在經濟不景的情況下，公司職員之所以會面臨失業危機，是因為他們影響不了公司內外的形勢，於是決定自行創業。他在1997年和中學同學羅桑·魯斯拉尼創立財務顧問公司Recapital Advisors，復於1998年和謝建隆的次子謝重生創立薩拉托加投資。在上述兩家公司任職期間，他借助自己與國內外企業和金融機構的關係，籌集資金收購出現財務困境的公司，並在改善業績之後，以高價把公司賣出。之後，薩拉托加先後向礦業公司阿達羅能源、電訊塔營運商Tower Bersama Infrastructure等企業注資，協助這些公司改善財務狀況，擴大經營規模，並促使部分企業在印尼證券交易所上市。薩拉托加本身亦於2013年上市。截至2018年，薩拉托加主要投資的領域包括天然資源開發、基礎設施建設和顧客服務，並持續為自家的投資組合增值。
《福布斯》杂志指出，截至2011年，桑迪亞加擁有的總資產淨值達到6億6000萬美元，名列印尼富豪榜第37位，當時他的財富主要來源於阿達羅能源的收入。他在2013年11月以4億6000萬美元的總資產淨值，退居印尼富豪榜第47位，至2014年被剔出印尼50大富豪的行列。此外，他也熱心參與社會團體的活動，在2005年就任印度尼西亚青年企业家协会主席，至2011年卸任，期間該協會的會員人數從25,000人增加到35,000人。他還提出企業家必須懷着夢想，全心工作的理念，會員們認為這啟發了不少青年企業家。之後他還擔任過印尼工商會中小微型企業常設委員會主席（2009年－2010年）。
2016年4月，國際調查記者同盟公布的《巴拿馬文件》指出桑迪亞加在2002年至2009年期間使用巴拿馬莫薩克·馮賽卡律師行的服務，在英屬處女群島和塞舌爾設立多家離岸公司。對此，他表示這是常見的做法，因為印尼的經商環境沒有所謂的「避稅港」完善，而且莫薩克·馮賽卡律師行的服務方便自己在印尼投資、創造就業機會。他也表示，薩拉托加公司已經履行法律規定的稅務責任。及至2017年11月，國際調查記者同盟公布的《天堂文件》又揭露他在英屬處女群島擁有一家名為「NTI資源」的離岸公司，以及多家空殼公司。桑迪亞加則表示「NTI資源」已經在加拿大的交易所上市，不再和自己有關係。

### 棄商從政
桑迪亞加本來無意從政，認為政治總是和令人厭惡、分化社會的言論扯上關係，還拒絕了兩個政黨的入黨邀請。但反對派領袖、大印尼運動黨黨魁普拉博沃·蘇比延多看中他的影響力，認為他參政後能夠參加決策程序，一展扶助中小型企業的個人抱負，影響數以百萬計的印尼人，於是和桑迪亞加的母親一起勸他改變主意。結果他在2015年中決定棄商從政，擔任大印尼運動黨監事會副主席，並於同年6月辭去他在薩拉托加投資以及旗下16家子公司擔任的職務。

#### 雅加達副省長

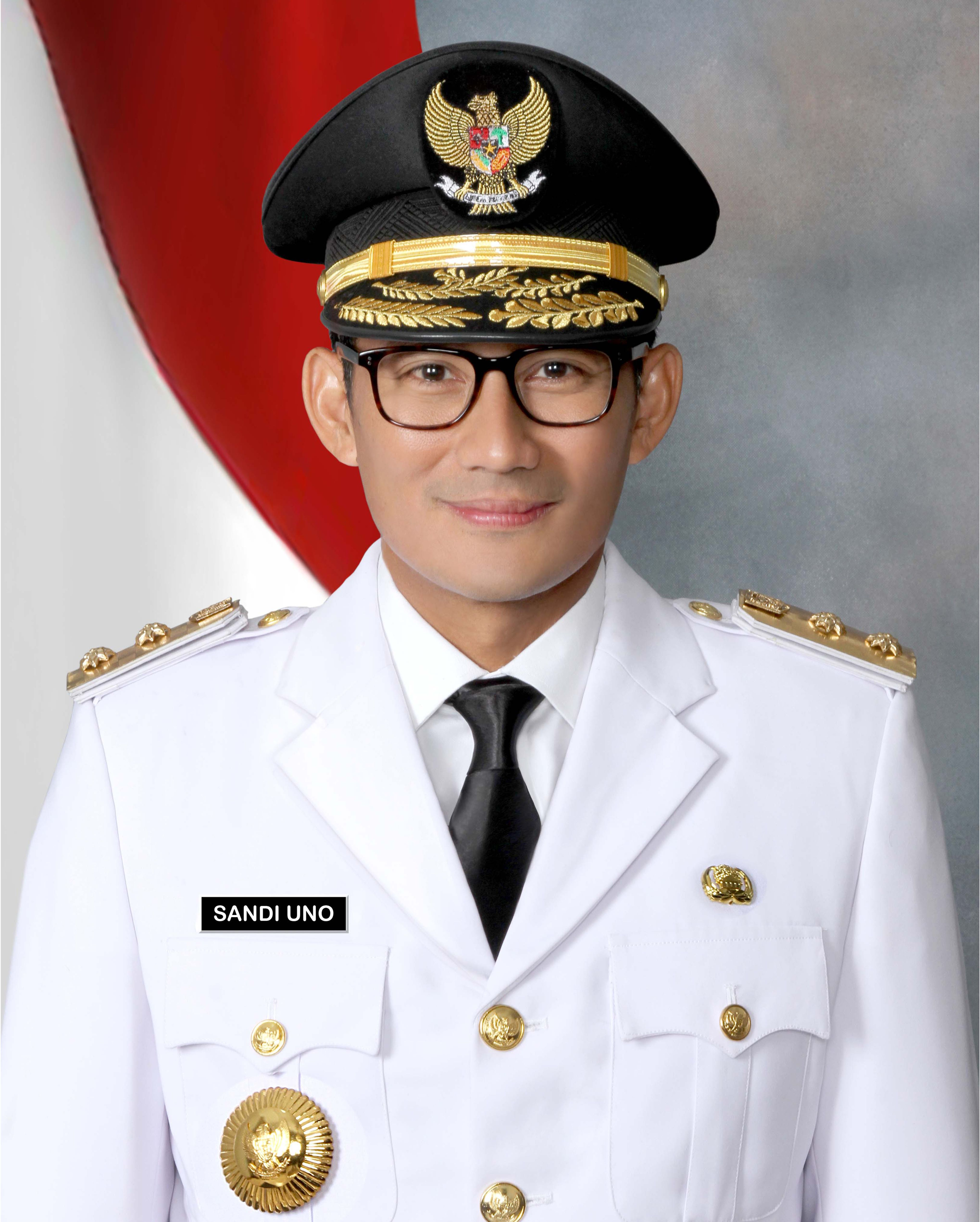
桑迪亞加就任雅加達副省長時拍攝的官方肖像照（2017年）

桑迪亞加在同年表態參加2017年雅加達省長選舉，並隨即展開選舉工程；他在2016年1月開始走訪市內千餘個地點，包括各個收入群組居住的地區，藉此了解民眾的生活問題，同時宣傳自己提出的政策倡議。大印尼運動黨於2016年8月和另外6個政黨結盟，試圖推舉一個候選人，挑戰爭取連任的鍾萬學省長，但是這些政黨後來分裂為三大陣營，執政的鬥爭派民主黨最後決定支持鍾萬學連任，民主黨等4個政黨推舉前總統蘇西洛·班邦·尤多約諾的長子阿古斯·哈利穆爾蒂·尤多約諾參選，大印尼運動黨和繁榮公正黨則提名當年7月被總統佐科·維多多免去教育及文化部部長職務的阿尼斯·巴斯威丹為省長候選人、提名桑迪亞加為副省長候選人。
和阿尼斯報名參選後，桑迪亞加繼續走訪社區，期間他提出的政策包括：一、推行「一鎮一創業中心」計劃（One Kecamatan, One Center for Entrepreneurship; OK OCE），鼓勵創業，二、縮短供應鏈以平抑物價，三、保障日用品供應，四，擴大「智能雅加達卡」教育資助計劃（Kartu Jakarta Plus）的規模，令6至21歲的輟學生受惠。然而，激進派穆斯林認為鍾萬學在2016年9月發表的一篇演說褻瀆《古蘭經》，於是在2016年底到2017年初發起連場示威，令宗教議題成為競選焦點，桑迪亞加亦於2017年2月和阿尼斯一起參加宗教保守派為「穆斯林候選人」舉行的宗教集會。據民調顯示，超過半數選民認為審視候選人時首先應考慮其宗教信仰，而不是政績。結果他們在2月15日舉行的第一輪投票中獲得39.95%的選票，名列第二位，然後在4月19日舉行的第二輪投票以58%的得票率擊敗鍾萬學及其副手，當選雅加達正、副省長。
他在10月16日宣誓就任副省長，「一鎮一創業中心」計劃也在2018年2月展開。計劃參與者完成網上登記後，需要完成創業培訓課程和接受導師指導。成功申領營業牌照後，他們還需要經銷產品及服務、製作財務報表，以及向銀行申請貸款。截至2019年3月，該計劃約有85,000名參加者，其中16,734人已取得營業牌照，150人已成功向銀行申請貸款。桑迪亞加在2019年聲稱該計劃共創造3萬個職位，減低了雅加達的失業率，但在2018年2月至8月期間，雅加達的失業率上升了6.24%。他任用胞兄英德拉·烏諾（Indra Uno）為該計劃的主席，也被質疑任人唯親，結果英德拉被迫在胞弟履新後離職。此外，該計劃只着眼於創業培訓，參與者申請營業執照受阻，經營表現也不理想，因此部分政客和評論員認為這是一個失敗的計劃。他們又指出，自從桑迪亞加離開省政府後，計劃就失去了動力。

#### 副總統候選人

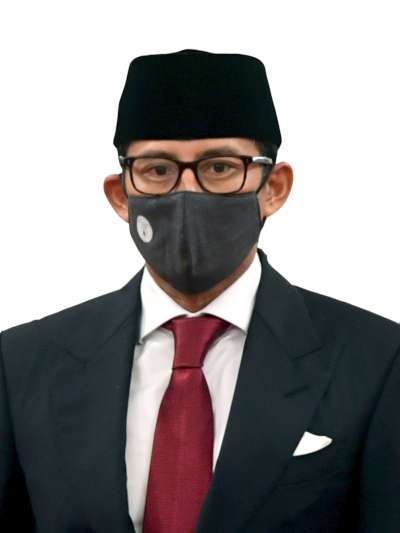
桑迪亞加就任旅遊與創意經濟部部長時拍攝的肖像照（2020年）

2018年8月9日，與盟黨討論後，準備參加2019年總統選舉的普拉博沃宣布由桑迪亞加擔任其副總統人選。學者相信普拉博沃這樣做是為了藉助桑迪亞加的財力進行競選活動，同時利用其青年才俊形象吸引年輕選民的支持。民主黨秘書長安迪·阿里夫指控桑迪亞加爭取副總統提名時，賄賂盟黨繁榮公正黨、國民使命黨，涉及款項5000億盾由兩黨平分，但被兩黨否認。為了避免正、副總統候選人同屬一個政黨，並爭取繁榮公正黨、國民使命黨的信任，桑迪亞加退出了大印尼運動黨。另外，他還辭去了雅加達副省長的職務，這項職缺直至2020年4月才由黨友阿赫瑪德·里扎·帕特里亞繼任。
競選期間，桑迪亞加主要利用經濟議題批評佐科政府的施政表現。他認為從印尼盾表現疲弱、貧富懸殊、人民就業困難、物價高漲等現象，足見政府沒有妥善管理經濟體系，政府委託國營公司興建的基建項目對就業問題也沒有幫助。因此他說，如果當選的話，他們在經濟方面會有四項首要工作：一、以「強而有力」的方式管治國家，肅貪倡廉，並提高福利發放制度和統計制度的可靠性。二、把「一鎮一創業中心」計劃推廣到全國，同時給予中小企業適當的培訓和指導，幫助他們申請營業執照，以創造就業機會。三、稽查農產品產量，建立簡單、透明和公平的供應鏈，最終達至減少糧食進口、穩定供應、平抑物價的目的。四、以公私合作的模式執行私人部門力所能及、具有營利性的基礎建設項目。他認為印尼經濟的潛能並未得到完全發揮，因此建議政府奉行財政紀律，專注於能源等三至四個優勢領域，爭取每年5%至6%的經濟增長。對外貿易方面，他強調自己和普拉博沃都歡迎外國投資（包括來自中國大陸的投資），又認為印尼應該趁中美貿易戰的時機改善營商環境，吸引外資在印尼設廠，但是外來投資者要公平競爭，同時給予印尼人工作機會，使印尼人受益。在這段期間，他使用社交媒體接觸年輕選民，營造年輕、親民的形象，此外還走訪了全國1500個地點，考察選民的生活問題，受到年輕選民和婦女選民的歡迎。接受彭博社訪問時，他表示自己至少耗費了個人接近三分之一的財產（約1億美元）來進行競選工作。
兩人最終以44.5%的得票率，不敵尋求連任的佐科和搭檔馬魯夫·阿敏。選舉失利後，桑迪亞加在2019年7月宣布暫別政壇，改而專注於「一鎮一創業中心」等民生項目，至同年10月重返大印尼運動黨，負責培訓青年幹部的工作。不少分析員都認為桑迪亞加有能力參加未來的總統選舉——以印尼政壇的標準而言，當時49歲的他尚算年輕；另外，他有能力輸送政治獻金，也已經在2019年的競選活動中打響名號。

### 部長生涯
落選副總統後，桑迪亞加曾表示無意加入政府，然而他在2020年年底加入內閣，擔任旅遊與創意經濟部部長。在他上任時，印尼正因為2019冠狀病毒病疫情而封閉邊境，並實施旅遊限制，對倚賴旅遊業的峇里島和廖內群島造成衝擊。因此，旅遊與創意經濟部一方面着手推廣國內旅遊，宣傳婆羅浮屠、多巴湖等國內旅遊景點，另一方面，峇里島和廖內群島也在2021年10月向19個國家的旅客開放，但名單未包括澳洲（峇里島最主要的旅客來源地）和新加坡（廖內群島最主要的旅客來源地），旅客抵達後亦須接受強制檢疫，有異於其他重開邊境的東南亞國家。他強調這些是根據科學數據和流行病學專家的意見而作的決定。普拉博沃在2024年當選總統後，沒有邀請桑迪亞加繼續擔任內閣職務。

## 個人生活
桑迪亞加信奉伊斯蘭教，曾在1998年前往沙特阿拉伯麥加朝覲。他和妻子努爾·阿西婭·阿卜杜勒·阿齊茲（Nur Asia Abdul Aziz）育有一子兩女。他的興趣是閱讀印尼文學作品、跑步、打籃球和游泳，已完成6場世界馬拉松大滿貫賽事，並於2013年至2016年期間擔任印度尼西亚游泳协会主席。

## 備註
1. ↑  全名桑迪亞加·薩拉胡丁·烏諾，稱謂一般帶上他的頭銜、學位、尊稱等，為哈吉·桑迪亞加·薩拉胡丁·烏諾，其中哈吉（简写为）是去过麦加朝觐的穆斯林的头衔。